# Campylopus beauverdianus
Campylopus beauverdianus là một loài rêu trong họ Dicranaceae. Loài này được Thér. mô tả khoa học đầu tiên năm 1936.